# Plage de Jaspe
La plage de Jaspe (Я́шмовый пляж, Iachmovy pliaj) est une plage de galets en Crimée près du cap Fiolent située à Balaklava (municipalité de Sébastopol). Elle est considérée par beaucoup d'observateurs comme une des meilleures plages de Crimée,.
La plage se présente comme une bande étroite d'une longueur de 450 mètres de petits galets de différentes couleurs, sous une falaise de plus de 150 m de hauteur. Elle se distingue par une eau limpide et des paysages pittoresques,,.
L'ancien volcan Fiolent, qui était actif ici il y a 150 millions d'années, a considérablement été détruit par la mer, et recouvert de calcaire parsemé de minéraux (jaspe, cornaline, calcédoine et autres), jaspe grâce auquel la plage tire son nom.

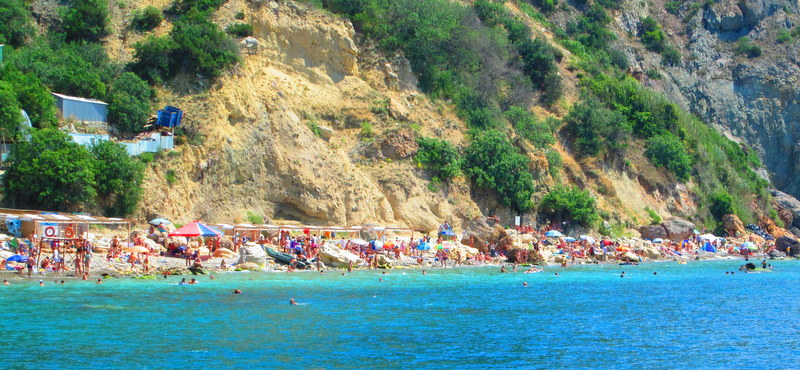
La plage vue de la mer.

Le fameux rocher de Saint-Georges, surplombé de sa croix, fait face à la plage. Sur la falaise, le monastère Saint-Georges de Balaklava surplombe la plage de même que les ruines de la maison de l'amiral Lazarev, en contrebas du monastère. Pour le millénaire du monastère en 1891, un escalier de pierre est construit pour relier le monastère à la plage. Il compte près de huit cents marches,.
La plage de Jaspe est accessible l'été par bateau-navette, de Balaklava.

## Galerie

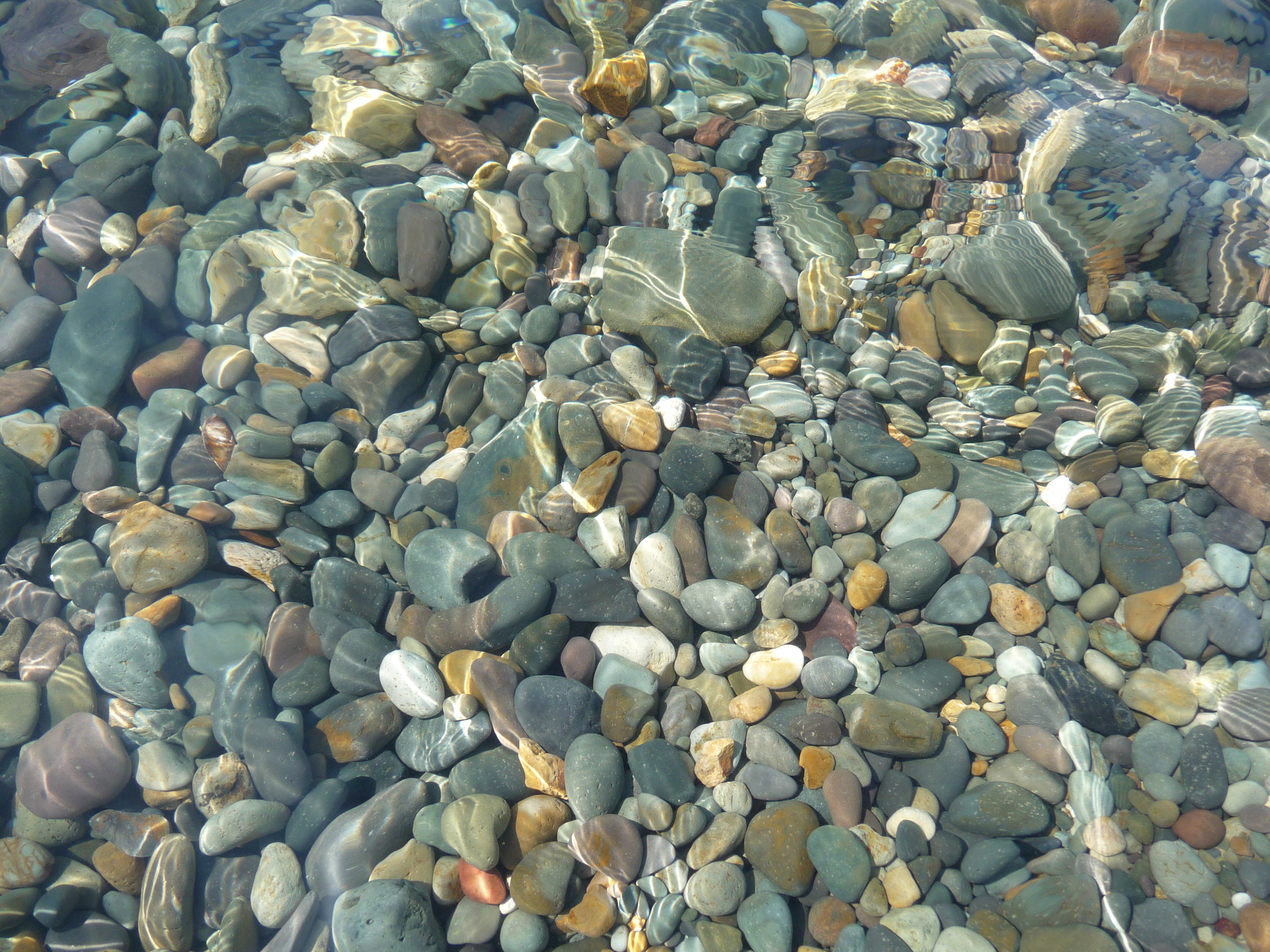
Eau et cailloux près du rivage
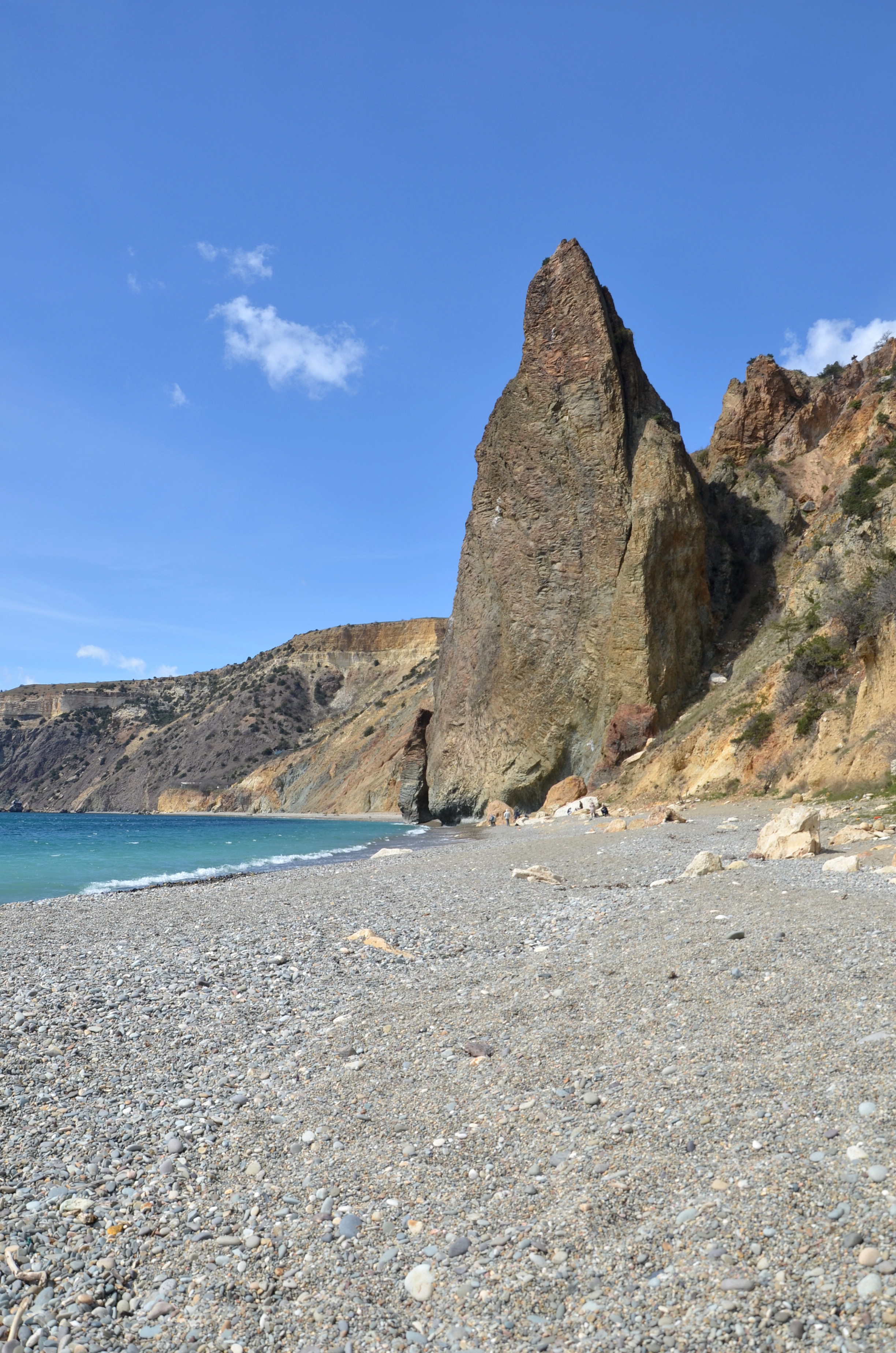
La plage de Jaspe au printemps.
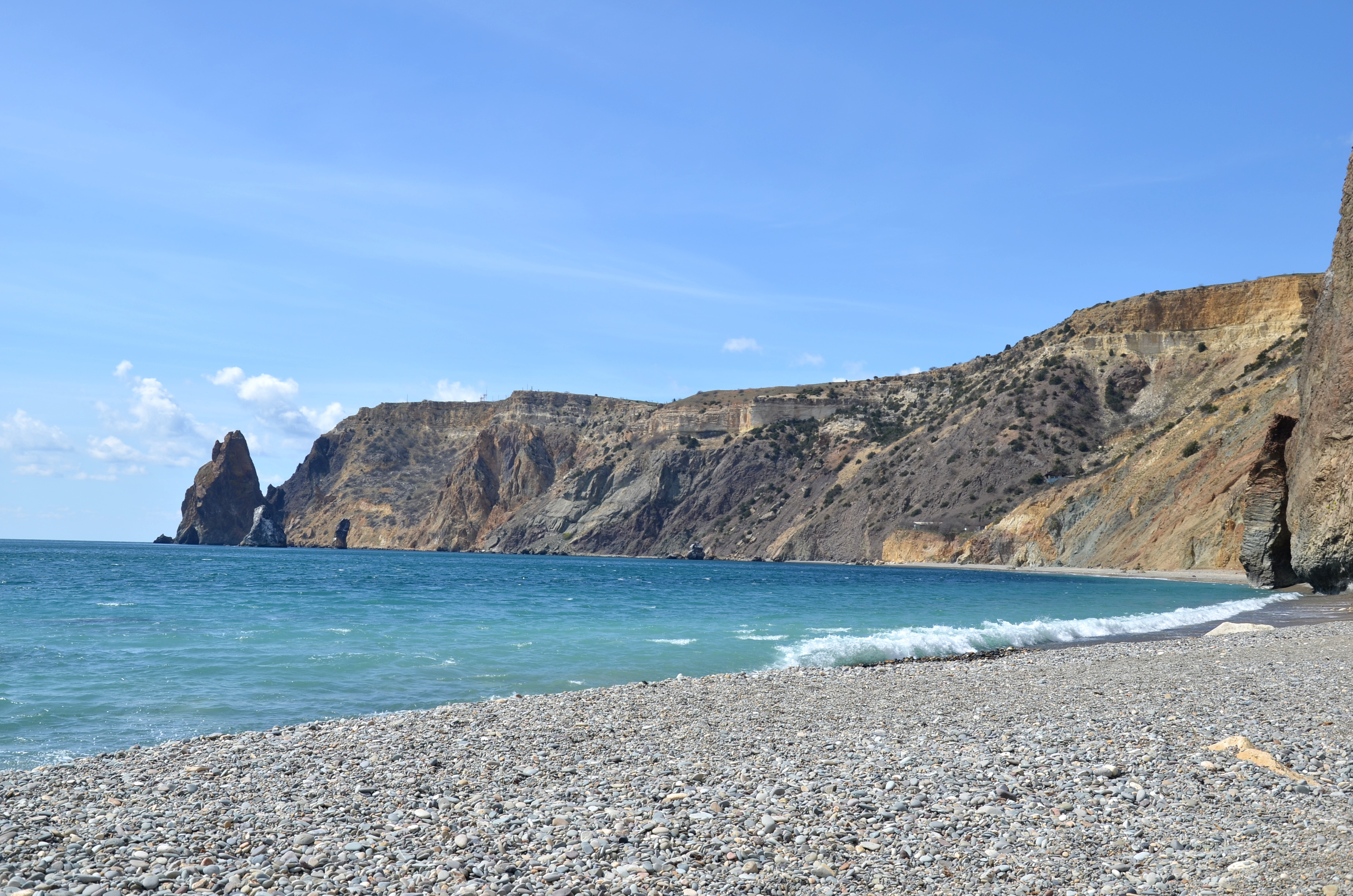
Le cap Fiolent vu de la plage de Jaspe.
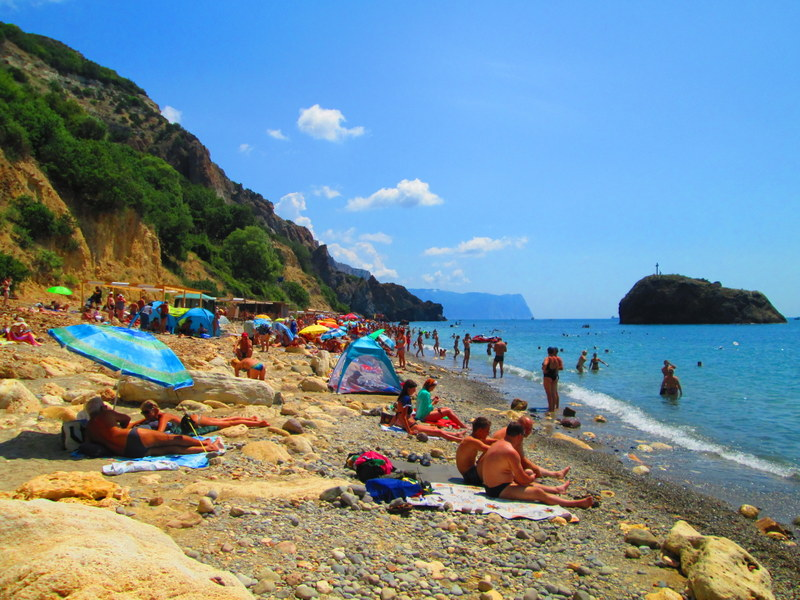
La plage de Jaspe en été.